# Bistum Dunedin
Das Bistum Dunedin (lat.: Dioecesis Dunedinensis) ist eine in Neuseeland gelegene Diözese der römisch-katholischen Kirche mit Sitz in Dunedin.
Das Bistum Dunedin in Neuseeland wurde am 26. November 1869 aus dem Erzbistum Wellington heraus errichtet. Die Diözese ist ein Suffraganbistum des Erzbistums Wellington.

## Ordinarien
- Patrick Moran (1869–1895)
- Michael Verdon (1896–1918)
- James Whyte (1920–1957)
- John Patrick Kavanagh (1957–1985)
- Leonard Anthony Boyle (1985–2004)
- Colin David Campbell (2004–2018)
- Michael Joseph Dooley (seit 2018)